# Dmîtrivka, Novomoskovsk
Dmîtrivka (în ucraineană Дмитрівка) este un sat în comuna Spaske din raionul Novomoskovsk, regiunea Dnipropetrovsk, Ucraina.

## Demografie
Componența lingvistică a localității Dmîtrivka
     Ucraineană (97,48%)
     Rusă (2,1%)
     Alte limbi (0,42%)
Conform recensământului din 2001, majoritatea populației localității Dmîtrivka era vorbitoare de ucraineană (97,48%), existând în minoritate și vorbitori de rusă (2,1%).